# Absolute Design
Absolute Design es el álbum debut de la banda sueca de metal extremo/metal alternativo Engel, el cual fue lanzado el 31 de octubre de 2007 por toda Europa y el 20 de mayo de 2008 en Norteamérica.

## Lista de canciones
1. “In Splendour” - 3:42
2. “Casket Closing” 3:27
3. “Next Closed Door” - 3:14
4. “The Hurricane Season” - 3:37
5. “Propaganda” - 3:24
6. “The Paraclete” - 3:25
7. “Scythe” - 4:57
8. “Descend” - 4:51
9. “Trial and Error” - 3:23
10. “I Am the One” - 3:51
11. “Calling Out” - 4:28
12. “Seven Ends” - 4:16

## Créditos
- Magnus "Mangan" Klavborn - voz
- Niclas Engelin - guitarra
- Marcus Sunesson - guitarra
- Michael Håkansson - bajo
- Daniel "Mojjo" Moilanen - batería